# Johannes Schiess (Politiker, 1584)
Johannes Schiess (* 13. Oktober 1584 in Herisau; † um 1639 in Herisau; heimatberechtigt in Herisau) war ein Schweizer Gemeindepräsident, Bannerherr, Landesstatthalter und Tagsatzungsgesandter aus dem Kanton Appenzell Ausserrhoden.

## Leben
Johannes Schiess war ein Sohn von Johannes Schiess. Im Jahr 1610 heiratete er Elsbeth Kuhn, Tochter von Sebastian Kuhn. Eine zweite Ehe ging er 1629 mit Anna Tanner, Tochter von Bartholome Tanner, Ratsherr, ein.
Von 1624 bis 1628 amtierte er als Kirchenpfleger von Herisau. Ab 1628 war er Gemeindehauptmann und ab 1629 Ausserrhoder Bannerherr. Von 1631 bis 1839 versah er das Amt des Landesstatthalters. Im Jahr 1635 war er Tagsatzungsgesandter. Das Porträt von Schiess soll in die Galerie der Landammänner im Herisauer Rathaus aufgenommen worden sein.